# Coccorchestes vanapa
Coccorchestes vanapa är en spindelart som beskrevs av Balogh 1980. Coccorchestes vanapa ingår i släktet Coccorchestes och familjen hoppspindlar. Inga underarter finns listade i Catalogue of Life.